# André Kostolany

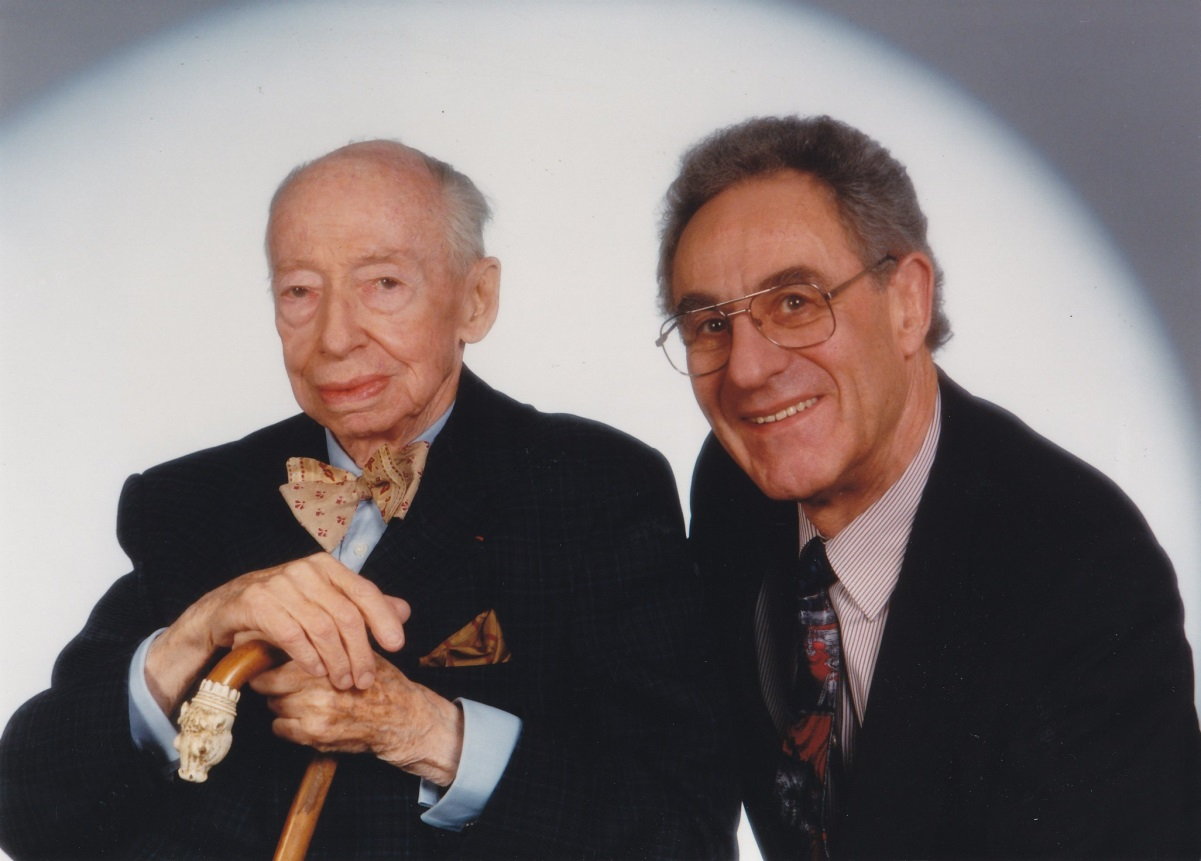
André Kostolany mit seinem Geschäftspartner Gottfried Heller (rechts) (1997)

André Bartholomew Kostolany (* 9. Februar 1906 in Budapest, Österreich-Ungarn als Endre Kosztolányi; † 14. September 1999 in Paris, Frankreich) war ein als Börsen- und Finanzexperte und als Spekulant auftretender Journalist, Schriftsteller und Entertainer mit ungarischer Herkunft und US-amerikanischer Staatsbürgerschaft.

## Leben
Kostolany wurde am 9. Februar 1906 als viertes Kind einer wohlhabenden jüdischen Industriellenfamilie in Budapest geboren. Kostolanys Vater war Industrieller und produzierte Spirituosen (Magenbitter), die er unter der Marke Herkules vor dem Ersten Weltkrieg in großen Mengen nach Amerika exportierte. Das Unternehmen existierte seit 1830. Kostolany beschrieb den Haushalt, in dem er aufwuchs, als „sehr wohlhabend“. Neben den Dienstboten war eine österreichische Gouvernante, eine Germanistin, im Haushalt beschäftigt, die während der k.u.k.-Monarchie für seine Erziehung zuständig war.
Er war römisch-katholisch getauft. In der Absicht, Kunstkritiker zu werden, studierte er Philosophie und Kunstgeschichte, absolvierte aber dann auf Wunsch seines Vaters ab Mitte der 1920er Jahre eine Lehre bei dem befreundeten französischen Börsenmakler Adrien Perquel. Dazu zog er 1924, zur Hochzeit der europäischen Inflation, nach Paris, wo er als Börsenspekulant erste Erfahrungen sammelte. Er schloss sein Volontariat erfolgreich ab und wechselte als Makler und Berater zu Amerongen & Compagnie.

### Flucht in die USA
Nach Beginn des Zweiten Weltkriegs flüchtete Kostolany 1940, kurz vor dem Einmarsch deutscher Truppen in Paris, über San Sebastian und Madrid in die USA, weil er zwar katholisch getauft, aber jüdischer Herkunft war. Nachdem er die amerikanische Staatsbürgerschaft erhalten hatte, übernahm er 1941 die Posten des Generaldirektors und des Präsidenten der G. Ballai and Cie Financing Company, die er bis 1950 beibehielt. Zugleich war er dort der Hauptaktionär.

### Rückkehr nach Europa
Einige Jahre nach Kriegsende kehrte er nach Paris zurück. Hier lernte er seine zukünftige Frau, Françoise Russell, kennen, die er im Alter von 58 Jahren heiratete. Nebenwohnsitze richtete er sich in München und an der Côte d’Azur ein. Er bezeichnete sich als engagierten ungarischen Patrioten.

### Buchautor und Journalist
Den Status eines Börsengurus erwarb sich Kostolany durch seine zahlreichen Bücher, Kolumnen, Vorträge und Seminare zum Thema Börse. Insgesamt schrieb er 13 Bücher, die in acht Sprachen übersetzt und rund drei Millionen Mal verkauft wurden. Im deutschen Finanzmagazin Capital veröffentlichte er 414 Kolumnen.
Bekannt ist Kostolany auch für seine Börsenweisheiten, die immer wieder von Börsenkommentatoren zitiert werden.
In seinen Bonmots und Kolumnen der 1970er Jahre wetterte er gegen die „Schwindelfonds“ der IOS; während der 1980er Jahre war er lautstarker Kritiker der Goldlobby und warnte vor den Warentermin-, Öl-, Abschreibungs- und Hedgefondsbetrügern.
Seinen letzten „Kreuzzug“, den er bis zu seinem Tode führte, startete Kostolany in den 1990er Jahren gegen den Neuen Markt und gegen die Banken, die den Anlegern Garantiefonds verkauften. Dazu legte er in der Ausgabe 8/1996 der Zeitschrift Capital ausführlich dar, warum die Garantiefonds eine Irreführung der Anleger seien.
Vorträge und Fernsehauftritte hatte er unter anderem beim Weltwirtschaftsforum in Davos und in der Harald Schmidt Show. Vielen Deutschen ist er aus einer Audi-Werbung bekannt, die Ende der 1990er Jahre lief („Denken Sie mal über Aluminiumaktien nach.“). Zusammen mit Gottfried Heller war er 1971 Mitbegründer der Münchener Vermögensverwaltung Fiduka.
Kostolany starb am 14. September 1999 in Paris aufgrund von Herzversagen durch eine Lungenentzündung und wurde dort am 21. September 1999 beerdigt.

## Investmentphilosophie
Kostolanys Philosophie ist von einer profunden Abneigung gegen die klassische Volks- und Betriebswirtschaftslehre gekennzeichnet. Damit meinte André Kostolany nicht, dass man nur aufgrund von Intuition und Phantasie investieren solle, sondern dass man sich inhaltlich sehr intensiv mit dem jeweiligen Investment auseinandersetzen und dieses verstehen müsse. Und dann benötige man eben noch die Phantasie, um sich eine spätere positive Entwicklung z. B. einer bestimmten Aktie vorstellen zu können. Denn wenn alle schon investiert hätten, brauche man keine Phantasie mehr, um sich vorstellen zu können, dass dies Papier schon gestiegen ist, dann sei es aber meist schon zu spät. Kaufe man aber nur blind billige Papiere, sei die Gefahr auch hoch, dass diese Papiere billig blieben.
Posthum erschien im Februar 2000 sein letztes Buch Die Kunst über Geld nachzudenken, in dem er sich mit der Zyklik der Märkte und Börsenpsychologie auseinandersetzte und die seiner Meinung nach grundlegenden Mechanismen der Börse darstellte: Für die Kurzfristigkeit von Marktentwicklungen prägte er den bis heute in der Finanzszene gebrauchten Begriff der „zittrigen Hände“, den Verursachern überkaufter Märkte; im Gegensatz dazu halten in überverkauften Märkten die von ihm „Hartgesottene“ genannten den Großteil der Aktien. Mittelfristig hielt er die Geldversorgung der Wirtschaft und die Börsenpsychologie für die wichtigsten Determinanten von Aktienkursbewegungen. Langfristig würden die Aktienkurse der Unternehmen hingegen mit deren wirtschaftlicher Entwicklung und Gewinnsituation korrelieren. Nach Kostolany besteht jede Hausse und Baisse aus drei Phasen: Korrektur, Anpassung und Übertreibung.

## Thesen zur Golddeckung
Kostolany war ein vehementer Verfechter der These, dass der Goldpreis von den Währungen abgekoppelt sein müsse, weil sonst die Wirtschaft Schaden nehme. Laut Kostolany ist die Anlage in Gold „totes Kapital“ und entzieht der Wirtschaft einen Teil notwendiger Liquidität, da das in Gold gebundene Anlagekapital nicht für Investitionen herangezogen werden könne. In diesem Zusammenhang wies er immer wieder darauf hin, dass die Deutsche Mark nach der Währungsreform von 1948 im Laufe der folgenden Dekaden ohne jegliche Golddeckung zu einer der stärksten Währungen der Welt aufgestiegen sei. Allerdings war die Mark durch verschiedene Verträge, wie das Bretton-Woods-System, direkt und später indirekt an den US-Dollar gekoppelt, der wiederum goldgedeckt war. Nachdem Richard Nixon 1971 mit einem Federstrich die Golddeckung des US-Dollars aufhob, die USA sich damit als Inhaberin der Ankerwährung den ihr übertragenen Belastungen entzog und das Bretton-Woods-System daraufhin zusammenbrach, wurde die Deutsche Mark in Wechselkursrelation zu anderen europäischen Währungen gesetzt und die (indirekte) Golddeckung der Mark endete etwa zeitgleich mit der aller anderen Währungen der Welt in den 1970er Jahren.

## Zitate
„Ich kann Ihnen nicht sagen, wie man schnell reich wird; ich kann Ihnen aber sagen, wie man schnell arm wird: indem man nämlich versucht, schnell reich zu werden.“

„Wer viel Geld hat, kann spekulieren, wer wenig Geld hat, darf nicht spekulieren, wer kein Geld hat, muß spekulieren.“

„Kaufen Sie Aktien, nehmen Sie Schlaftabletten, und schauen Sie die Papiere nicht mehr an. Nach vielen Jahren werden Sie sehen: Sie sind reich.“

## Werke
- Suez, le Roman d'une Entreprise (1939), Éditions Pierre Tisné
- La Paix du Dollar – Der Friede, den der Dollar bringt (1957)
- Si la Bourse m'était contée (1960) – Das ist die Börse (1961)
- Geld, das große Abenteuer (1972), ISBN 3-922669-39-5
- Kostolanys Wunderland von Geld und Börse (1982), Seewald Verlag, ISBN 3-548-34233-7
- Kostolanys Notizbuch (1983), Seewald Verlag, ISBN 3-512-00674-4
- Kostolanys Börsenseminar, Econ Verlag (1986), ISBN 3-430-15625-4
- ... und was macht der Dollar? Im Irrgarten der Währungsspekulationen, Econ Verlag (1987), ISBN 3-430-15636-X
- Kostolanys beste Geldgeschichten, Econ Verlag (1991), ISBN 3-548-70081-0, ISBN 3-612-26246-7
- Kostolanys Börsenpsychologie, Econ Verlag, (1991), ISBN 3-430-15637-8
- Kostolanys Bilanz der Zukunft, Econ Verlag (1995), ISBN 3-612-26648-9
- Weisheit eines Spekulanten. Im Gespräch mit Johannes Gross, Econ Verlag (1996), ISBN 3-430-15631-9
- Kostolanys beste Tips für Geldanleger, Econ Verlag (1998), ISBN 3-430-15629-7
- Die Kunst über Geld nachzudenken, Econ Verlag (2000), ISBN 3-548-36928-6
- Geld und Börse – die Kunst, ein Vermögen zu machen (2000), ISBN 3-548-35481-5